# Liste der Monuments historiques in Bon Repos sur Blavet
Die Liste der Monuments historiques in Bon Repos sur Blavet führt die Monuments historiques in der französischen Gemeinde Bon Repos sur Blavet auf.

## Liste der Bauwerke
| Bezeichnung                 | Beschreibung                         | Standort                             | Kennzeichnung | Schutzstatus   | Datum     | Bild           |
| --------------------------- | ------------------------------------ | ------------------------------------ | ------------- | -------------- | --------- | -------------- |
| Megalithanlagen von Liscuis |                                      | Laniscat (Lage)                      | PA00089250    | Classé         | 1958      | weitere Bilder |
| Kreuz                       | auch PA22000039 (Calvaire)           | Rosquelfen (Lage)                    | PA00089251    | Inscrit        | 1964 2014 | weitere Bilder |
| Kapelle                     |                                      | Rosquelfen (Lage)                    | PA22000040    | Inscrit        | 2014      | weitere Bilder |
| Kirche St-Gildas            |                                      | Place de l’Église in Laniscat (Lage) | PA00089252    | Inscrit Classé | 1925 1921 | weitere Bilder |
| Loge Michel                 |                                      | Laniscat (Lage)                      | PA22000041    | Inscrit        | 2014      | weitere Bilder |
| Manoir de Correc            |                                      | Correc (Lage)                        | PA00089617    | Inscrit        | 1980      | weitere Bilder |
| Croix de Kerdrebuil         |                                      | Kerdrebuil (Lage)                    | PA00089616    | Inscrit        | 1984      | weitere Bilder |
| Kloster Bon-Repos           |                                      | Bon Repos (Lage)                     | PA00089615    | Inscrit        | 1940 1990 | weitere Bilder |
| Forges des Salles           | Eisenhammer; auch zu Sainte-Brigitte | Les Forges des Salles (Lage)         | PA00089378    | Inscrit        | 1981 1993 | weitere Bilder |

## Liste der Objekte

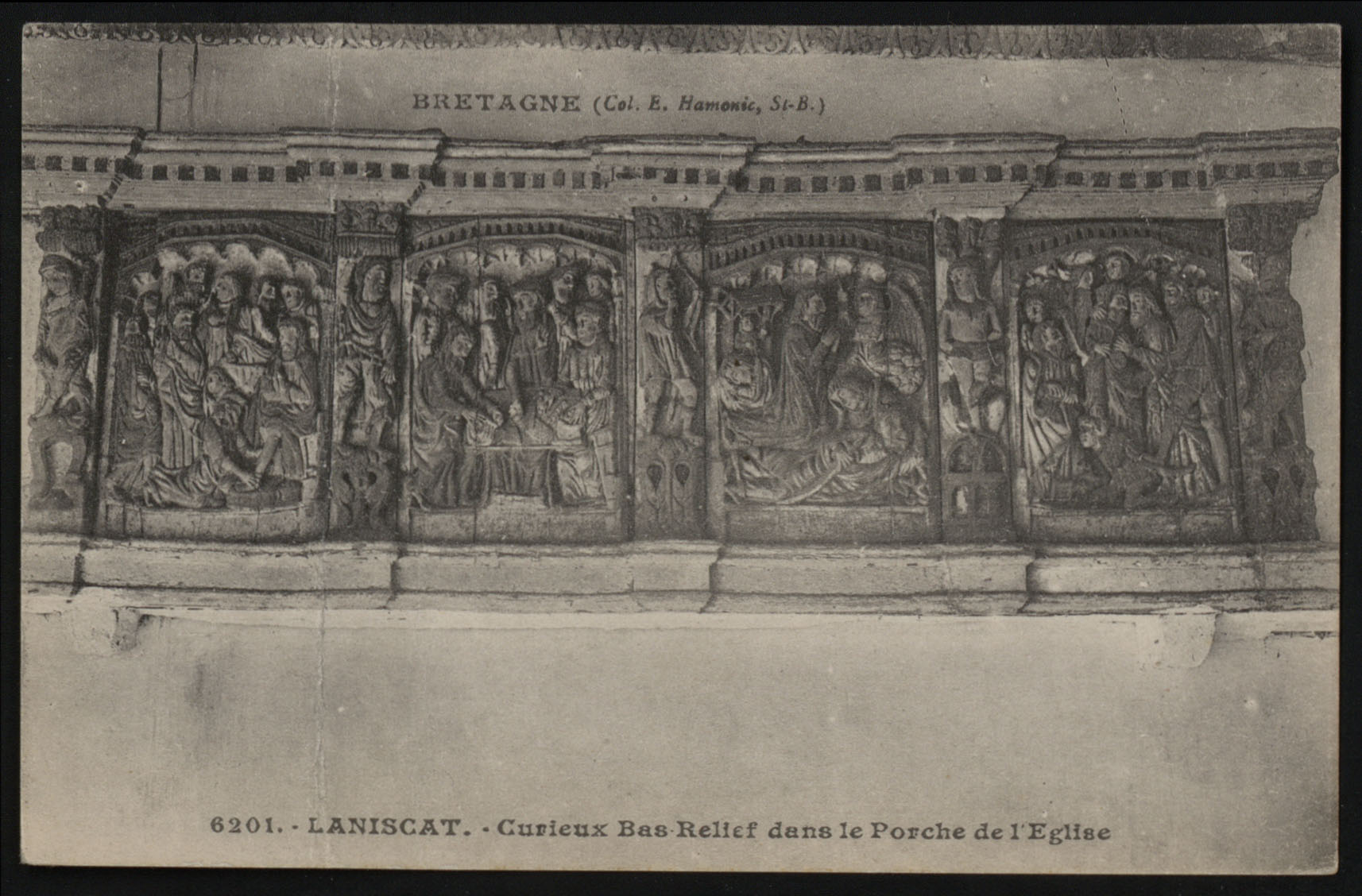
Bas-Relief (16. Jahrhundert) in der Kirche St-Gildas in Laniscat (Postkarte, um 1920)

- Monuments historiques (Objekte) in Laniscat in der Base Palissy des französischen Kultusministeriums
- Monuments historiques (Objekte) in Perret in der Base Palissy des französischen Kultusministeriums
- Monuments historiques (Objekte) in Saint-Gelven in der Base Palissy des französischen Kultusministeriums